# Arnold Munthe (militär)
Carl Ludvig Arnold Munthe, född 10 januari 1856 i Döderhults församling, Kalmar län, död 9 december 1926 i Skeppsholms församling i Stockholm, var en svensk sjömilitär och författare. Han var bror till Anna Munthe-Norstedt och Axel Munthe.
Munthe blev underlöjtnant vid flottan 1876, kommendörkapten av första graden 1901 och erhöll avsked 1914. Munthe tjänstgjorde 1884–1887 i franska marinen och var särskilt verksam som sjöhistorisk författare. Han utgav bland annat det stora samlingsverket Svenska sjöhjältar (14 band, 1899–1923), Sjömaktens inflytande på Sveriges historia (3 band, 1921–1929, tredje bandet av Gunnar Unger), Karl XII och den ryska sjömakten (3 band, 1924–1929) samt Magnus Stenbock (1914), Magdalena Rudenschöld (1917) och Tåget över Bält (1920).
Han var gift med Edit Matilda Andersén (1875–1949). De vilar på Norra begravningsplatsen i Stockholm.